# سرسخت (فیلم ۱۹۹۲)
سرسخت (انگلیسی: Hard Boiled) یک فیلم اکشن، دلهره‌آور و جنایی هنگ کنگی محصول سال ۱۹۹۲ به کارگردانی جان وو با بازی چو یون فات، تونی لیانگ و آنتونی وانگ می‌باشند.
این فیلم در سال ۱۹۹۲ در هنگ کنگ اکران شد و عموماً با استقبال مخاطبان مواجه شد، اما از نظر تجاری به اندازه فیلم‌های قبلی وو مانند: فردایی بهتر و قاتل موفق نبود. استقبال منتقدان غربی بسیار مثبت‌تر بود و بسیاری از منتقدان و محققان سینما صحنه‌های اکشن آن را جزو بهترین صحنه‌های فیلم‌برداری شده توصیف کردند.

## خلاصه داستان
یک پلیس سرسخت با یک مأمور مخفی همکاری می‌کند تا یک اوباش شیطانی و خدمه‌اش را از بین ببرد.

## حواشی
این فیلم آخرین فیلم هنگ کنگی جان وو قبل از انتقال او به هالیوود بود. وو پس از ساختن فیلم‌هایی که گانگسترها را جذاب می‌کرد و بابت این کار مورد انتقاد قرار گرفت، می‌خواست فیلمی به سبک هری کثیف بسازد تا پلیس را جذاب کند. با درگذشت بری وانگ فیلمنامه‌نویس، فیلمنامه فیلم در طول فیلمبرداری دستخوش تغییراتی شد. شخصیت‌های جدیدی معرفی شدند.